# Mikó (papnő)

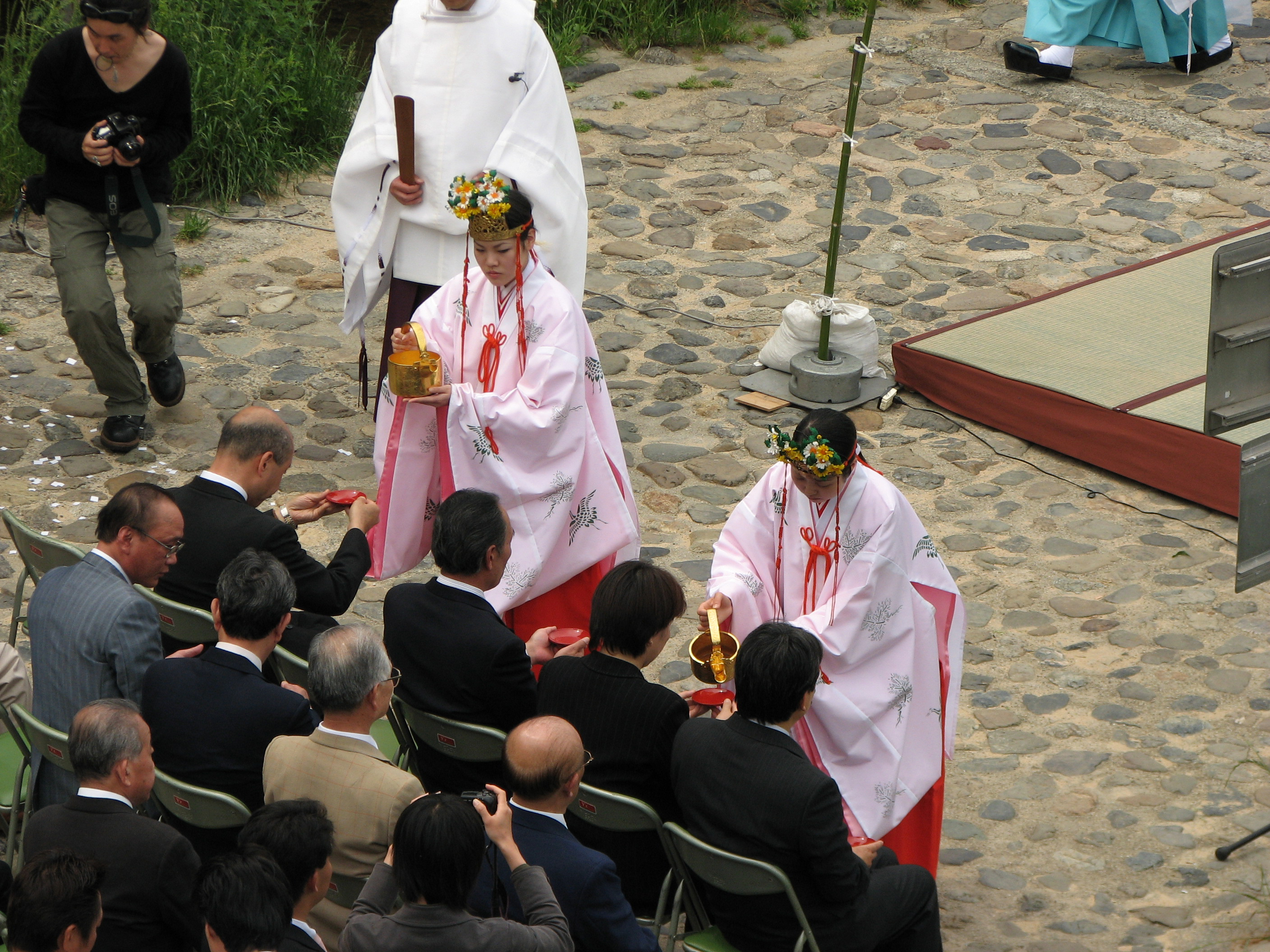
Szertartás a Kamo-folyónál

A sintó vallásban, a mikók (巫女) szentély körül tevékenykedő lányok vagy kisegítő papnők. A mikókra egykor valószínűleg sámánként tekintettek, de a mai modern japán kultúrában egy intézményesített szerepet töltenek be a sintó szentélyek körül, különböző feladatok elvégzésére tanítják ki őket, a tisztító szertartásoktól egészen a Kagura tánc előadásáig.

## Megjelenés
A hagyományos mikó megjelenés egy vörös hakama (hosszú, bő-szárú nadrág) vagy egy hosszú, vörös csomóban megkötött szoknyából és egy fehér haoriból (kimonó felsőrész) áll. A hajba fehér vagy piros szalagot tesznek. A sintóizmusban a fehér szín tisztaságot szimbolizálja.
A tradicionális mikó kellékekhez tartozik az azuszajumi (梓弓, vagy „Katalpa íj”), a tamagusi (玉串, szakaki-fa ágából készült felajánlás) és a gehóbako (外法箱, egy „természetfeletti doboz, amely babákat, emberi és állati koponyákat... [és] sintó gyöngyöket tartalmaz". A mikók emellett harangokat, dobokat, gyertyákat és rizzsel teli tányérokat is használnak a ceremóniákhoz.

## Meghatározás
A mikó és fujo („női sámán”) szavak japánul leírva: 巫女. Összetételt nézve, a 巫 („sámán”) és 女(„nő”) kandzsikból tevődik össze. A mikó szó régies leírása 神子 (szó szerint „kami” vagy „isten” + „gyermek”) és 巫子 („sámán” +  „gyermek”) volt. Emellett még sokféleképpen hivatkoznak a mikókra, például: icsiko (市子, „városi gyermek”), amelynek jelentése „médium,jós”, vagy reibai (霊媒), jelentése „szellem közvetítő, médium”.
A mikók a szentélyek szolgálatában egykor kamigakarit is végeztek. A rituálé közben a kami vagy más szellem megszállta az emberi  testet, ezt gyakran takuszen követte, ami alatt a test egy médiumként szolgált és közvetítette az isteni üzentet. A takuszen helyszínén időnként szajaniva is jelen volt, aki értelmezte a megszállott személy szavait a többi jelen lévő számára. A kamigakari és a taszuken lehet passzív, amikor egy személy az akaratlan megszállást követően beszélni kezd vagy álmában tudja meg kinyilatkoztatást; de lehet aktív is, amikor a személy idézi elő a megszállást, hogy megtudja az isteni akaratot/kinyilatkoztatást.
Az idő múlásával a mikók elhagyták a szentélyeket és függetlenül kezdtek el dolgozni a világi társadalomban.  Ma a szentély körüli mikók feladata a recepciós munkák és Kagura táncok bemutatására csökkent.

## Tradíciók

### Története
A mikó hagyományok egészen a japán őskori Dzsómon-korig nyúlnak vissza , amikor női sámánok transzállapotban adták át az istenek (kamik) szavait, hasonlóan a hellén Püthia és szibüllákhoz.
A legkorábbi  feljegyzés, ami a mikókkal hozható kapcsolatba, egy kínai hivatkozás Himiko császárnőre, habár nem derül ki belőle teljesen, hogy Himiko császárnő egy mikó volt, vagy hogy léteztek-e egyáltalán mikók ebben az időszakban.
A Nara- (710-794) és a Heian-kor (794-1185) alatt a kormánytisztviselők ellenőrizni és befolyásolni próbálták a mikók feladatait. A feudális Kamakura-kor (1185-1333) idején, Japánt a háborúskodó sógun irányította. Ez idő alatt a mikók koldulásra lettek kényszerítve. 
Az Edo-kor (1603-1868) alatt nagy változások mentek végbe a Japán keleti részén élő női sámánok szerveződési struktúráján és az általuk gyakorolt művészetekben. A Meidzsi-kor alatt a sámánista gyakorlatokat tiltották. Az 1873-ban kiadott Miko Kindanrei (巫女禁断令) nevű  rendelet megtiltotta az összes spirituális gyakorlat végzését a mikóknak.
Az eredetileg isteni jóslalatok közvetítésére használt sintó, rituális Kagura táncot a 20.században populáris táncceremóniává alakították át, amelyet Miko-mai (巫女舞) vagy Miko-kagurának (巫女神楽) neveznek.

## Hagyományos képzés
A sámáni szerep generációról generációra öröklődött, de az is előfordult, hogy egy nem közvetlen  leszármazott jelentkezett önként kitanításra vagy a falu vezetői választották ki a feladatra. Ennek voltak feltételei. Számos sajátosságra lehetett jelként tekinteni: neurózis, hallucinációk, szokatlan viselkedés, hisztéria. Ezeket még a mai napig „sámánisztikus betegségnek” tartják.
Ahhoz, hogy egy lány (nagyon fiatalon, általában a menstruáció megkezdése után) sámánná válhasson, egy nagyon intenzív képzésben kell részt vennie. Egy idős, megbecsült sámán, aki a törzs egyik tagjával rokoni kapcsolatban állt, tanította a fiatal lányt transzállapot irányításához szükséges technikákra. Ezt különböző rítusok elvégzésével érték el, hideg vízzel mosakodás, önmegtartóztatás és olyan tabuk megfigyelésével, mint például a halál, betegség és vér. A lány megtanult megszállás közben médiumként kommunikálni a kamikkal és különböző eltávozott lelkekkel. Ezt kántálásokkal és táncok bemutatásával érték el, a lány különböző dalokat és imákat tanult, amelyeket dob és csörgő kísérettel adtak elő.
A rituálékhoz használtak még tükröket (hogy oda vonzzák a kamit) és kardokat (katanát). Szükség volt megismernie és megtanulnia a falujában fontosnak tartott kamik neveit és funkcióit. Végül el kellett sajátítania egy titkos nyelvet, amelyet csak beavatottak (a törzs többi sámánja) ismert és így megismerte a jóslás titkait. A kiképzés 3 - 7 évig is tarthatott, ezután egy szertartás keretében sámánná avatták a lányt. Ezen a misztikus ceremónián részt vett a mentor, más sámánok és a falu idősei. A lány egy fehér lepelt viselt, amely az előző életének a végét szimbolizálta. Az idősek kántálásba kezdtek,majd a lány remegni kezdett.A mentor kérdésére, hogy melyik kami szállta meg, amint választ kapott, rizzsel arcon dobta a lányt, aki eszméletét vesztette. Az idősek ágyba fektették és melegen tartották, amíg magához nem tért. A megpróbáltatás véget érésével a lány felébredt és innentől egy gyönyörű, színes esküvői ruhát viselt és egy esküvői köszöntőhöz hasonló beszédet mondott. 
Az esküvői szertartáshoz való hasonlóság  abból következik, hogy a beavatandó lány (szűzen) a kami menyasszonyává válik, akit ezután szolgálni fog (Tamajori Hime 玉依姫)
Előfordult, hogy este a papnőket egy átutazó lélek (marebito 稀人) látogatta meg. A látogatás után, a nő egy fehér tollú nyílvesszőt tett ki a háza tetejére, így jelezve a többi lakós felé.

## Mikók ma
Ma a hétköznapokban mikókkal a szentélyeknél találkozhatunk, ahol segédkeznek, táncokat mutatnak be, omikudzsi jóslást és szuvenírt árulnak és segítik a Kannusikat a sintó rituálékban. Lisa Kuly úgy fogalmaz a mai mikókról: „Egy távoli rokona a premodern sámánikus nővérének és most valószínűleg egyetem közben ezzel a részmunkaidős állással keres egy kis pénzt”
Janagita Kunio (1875-1962) etnológus,aki először kutatta a japán női sámánokat, kategorizálta őket. A felosztása szerint voltak a dzsindzsa mikók (神社巫女, „szentély sámán”), akik harangokkal adtak elő táncokat és részt vettek a judate (湯立て, „víz forralás”) rituálékban, a kucsijosze mikók (口寄せ巫女, „médium sámánok”), akik közvetítették az elhunyt szavait és a kami uba (神姥, „női isten"), akik kultikus imádságokat és könyörgéseket folytatnak (például a Tenrikjó vallás alapítója, Nakayama Miki).
A sugendó vallás papjai gyakran házasodnak mikókkal.